# 조나단 하즈

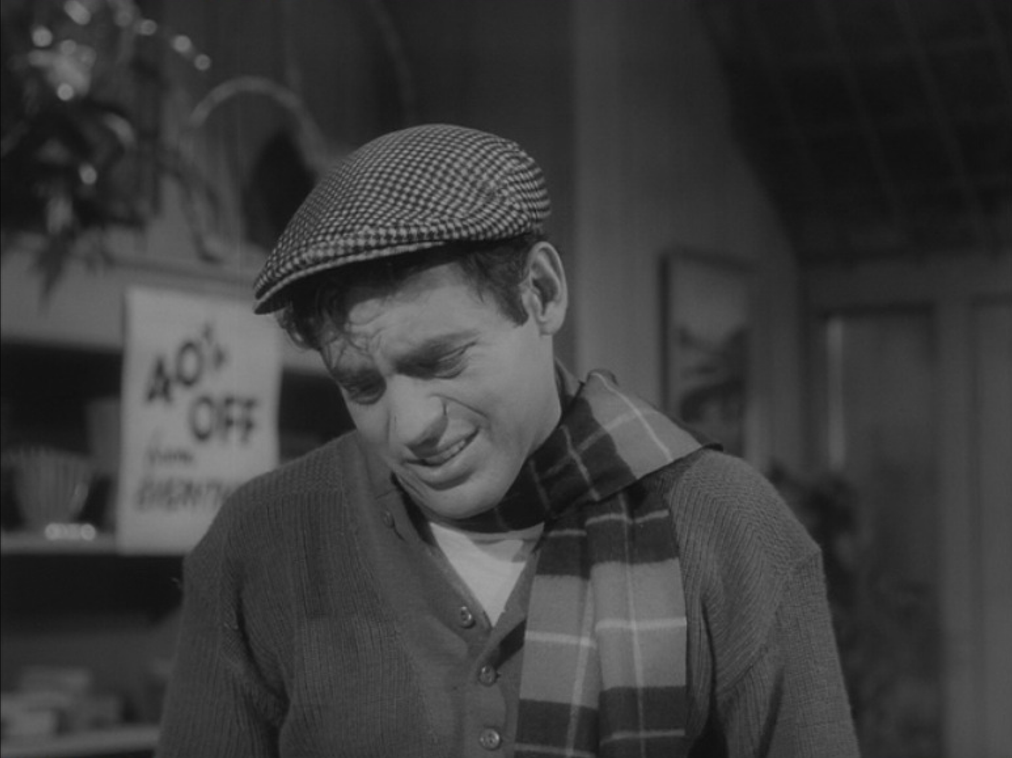

조나단 하즈(Jonathan Haze, 1929년 4월 1일 ~ 2024년 11월 2일)는 미국의 배우, 각본가, 영화 프로듀서, 영화배우이다.
피츠버그에서 태어났다.

## 영화
- 로저 코만의 세계 (2011년) - 본인 역
- 바이스 스퀘드 (1982년)
- 11번째 희생자 (1979년)
- 미디엄 쿨 (1969년)
- 늪에 빠진 여자 (1966년)
- 인베이션 오브 더 스타 크리처스 (1963년)
- 테러 (1963년)
- X-레이 눈을 가진 사나이 (1963년)
- 흡혈 식물 대소동 (1960년)
- 십대 혈거인 (1958년)
- 바이킹 여인 (1958년)
- 낫 오브 디스 어스 (1957년)
- 카니발 록 (1957년)
- 네이키드 파라다이스 (1957년)
- 록 올 나이트 (1957년)
- 세계가 멸망한 날 (1956년)
- 그것이 세계를 지배했다 (1956년)
- 오클라호마 여인 (1956년)
- 여자 보안관 로즈 (1956년)
- 디멘시아 (1955년)
- 아파치 여인 (1955년)
- 파이브 건스 웨스트 (1955년)
- 에덴의 동쪽 (1955년)
- 몬스터 프럼 더 오션 플로어 (1954년)